# Kunišige Kamamoto
Kunišige Kamamoto (japonsko 釜本 邦茂), japonski nogometaš in trener, * 15. april 1944, Kjoto, Japonska, † 10. avgust 2025.
Sodeloval je na nogometnemu delu poletnih olimpijskih iger leta 1968 in osvojil bronasto medaljo.